# Constitución Política del Estado de Veracruz
La Constitución Política del Estado de Veracruz de Ignacio de la Llave que rige al pueblo veracruzano, surge a partir de la promulgación de la Constitución Política de los Estados Unidos Mexicanos en 1917, especialmente del artículo 43 del texto constitucional federal que facultó a las partes integrantes de la federación para realizar sus constituciones estatales; es por ello que el 16 de septiembre de 1917, el entonces gobernador del estado, el doctor Mauro Loyo promulga en la ciudad de Córdoba, que era en ese entonces la capital del estado de Veracruz, la nueva y definitiva constitución política que no era sino una reforma a la constitución del 29 de septiembre de 1902 que a su vez, era una reforma al texto de 1857.
La Constitución define a Veracruz de Ignacio de la Llave, como una parte integrante de los Estados Unidos Mexicanos y establece la división de poderes estatales, los derechos de los ciudadanos y define como parte de su territorio estatal además del que geográficamente pertenece a la geografía continental mexicana, a todos aquellos cabos, islas e islotes adyacentes a su litoral.
Esta constitución veracruzana de 1917 constó de 141 artículos y se considera la tercera Constitución del Estado de Veracruz ya que anteriormente contó con constituciones en los años 1825 y 1857 correspondiente a los mismos tres momentos constitucionales federales.